# Franz Xaver W. Braunmiller
Franz Xaver Wilfried Braunmiller (* 20. März 1905 in München; † 15. Juni 1993 ebenda) war ein deutscher Maler und Bildhauer.

## Leben und Werk
Franz Xaver W. Braunmiller war der Sohn des gleichnamigen Stuckateurs und Bildhauers. Nach Abschluss der Schule absolvierte er zunächst eine Lehre zum Bildhauer in der Werkstatt seines Vaters; es entstanden erste gezeichnete Selbstporträts.
Carl v. Marr, der ein Kunde seines Vaters war, nahm ihn aufgrund seines Talents mit einer Sondergenehmigung bereits im Jahr 1922 an der Akademie der Bildenden Künste auf. Als 17-Jähriger war er derzeit der jüngste Akademie-Teilnehmer. Seine Lehrer waren Carl von Marr, Max Mayrshofer, Adolf Schinnerer, Max Doerner und Toni Roth. 1925 wurden in seiner ersten Ausstellung im Kunstverein München Porträts und Gegenstandsgemälde gezeigt, darunter zwölf Grafiken. Ab 1930 war er als Künstler in den Werkstätten von Werkstätten Franz Mayer, Zettler und Van Treeck in München tätig.
Im Zweiten Weltkrieg wurde Braunmiller 1939 zur Wehrmacht einberufen. Nach einer schweren Verwundung in Russland kam er ins Lazarett in Lemberg, wo er das Gemälde „Das goldene Zeitalter“ schuf und erste Skizzen für sein Gemälde „Walpurgisnacht“ zeichnete. Nach dem Krieg besuchte er 1945 die Ingenieursschule. Während dieser Zeit erfolgte eine intensive Auseinandersetzung mit der Bibel und religiöser Symbolik.
Ende des Jahres 1945 ließ er sich als selbstständiger Künstler mit Atelier in der Münchner Türkenstraße nieder. Aus wirtschaftlichen Gründen (er hatte inzwischen eine Familie mit drei Kindern) entschied er sich für die kirchliche Kunst. Der erste Großauftrag war die erneute Gestaltung des Flügelaltars und des Kreuzweges für die im Krieg zerstörte Kirche Sankt Joseph in Schwabing. Zwischen 1951 und 1953 entwarf er über 100 Glasfenster für die Kathedrale Basilica of the Sacred Heart in Newark (USA). Es folgten zahlreiche weitere Aufträge in den USA.
Braunmiller schuf zahlreiche Altäre, Kreuzwege, Mosaikarbeiten und Glasfenster für Auftraggeber aus aller Welt. Am Ende seines Schaffens waren seine Werke in über 80 Episkopal-, Pfarr-, Kloster- und Seminarkirchen in USA zu sehen sowie in Schweden (Stockholm), Italien (Rom/Vatikan), Kanada (Edmonton), Indien (Bombay), Venezuela (Caracas), Spanien (Pamplona), Ecuador (Cuenca) und Südafrika (Bloemfontain).
Sein Hauptwerk, das Gemälde Walpurgisnacht, Eitemperamalerei, vollendete er nach 13 Jahren Arbeit im Jahr 1978. Im Jahr 1926 wirkte er auch als Illustrator von Jugendbüchern. Er schuf zahlreiche Porträts und Gegenstandsmalereien, wurde aber hauptsächlich durch die von ihm entworfenen über  600 bunten Glasfenster bekannt.
Am 15. Juni 1993 starb Franz Xaver Braunmiller im Kreise seiner Familie und wurde auf dem Münchner Waldfriedhof beigesetzt. Das Atelier Braunmiller wird heute in dritter Generation von seiner Familie weitergeführt.

### Privates
Braunmiller war seit 1931 mit der ebenfalls aus München stammenden Maria Mayer verheiratet, aus der Ehe stammten drei Kinder.

## Auszeichnungen
- 1981: Bundesverdienstkreuz am Bande[1]

## Werke (Auswahl)
Zu Braunmillers Werken zählen zahlreiche Porträts, darunter Porträts von kirchlichen Würdenträgern wie unter anderem von Äbtissin Benedikta von Spiegel (1924), Erzbischof Josef Schneider (1970),  Abt Bonifaz Wöhrmüller (1966), Domkapitular Sigmund von Pöllnitz (1970), vom Berliner Dompropst Hendle (1972) sowie von Joachim Kardinal Meisner (1984). Für Meisner fertigte er zudem das Gemälde  „Magnificat“ (1979), einen Hausaltar (1980), das Tafelbild „Akelei“ (1983) und das Tafelbild „Veronika-Tuch“ (1984).

### Weltliche Arbeiten
- 1930: Porträt der Margarethe Meußdoerffer, Landschaftsmuseum Obermain in Kulmbach, Sammlung des Vereins Freunde der Plassenburg[3]
- 1971–1978: Walpurgisnacht, Gemälde, Maße: 170 cm × 240 cm; Privatbesitz
- 1973: 30 bemalte Felder für eine Kassettendecke im Restaurant Hensel, Bamberg
- 1980: Große Majolica-Arbeit: Landschaft mit dem Schulschiff Gorch Fock, Hamburg

### Ausstattung in Kirchen, Klöstern und kirchlichen Einrichtungen
- 1924: Flügelaltar für die Rieflerklinik in München (im 2. Weltkrieg zerstört)
- 1935: Bemaltes Kreuz für Christkönig-Schwestern von St. Michael Wörishofen
- 1940: 3 Tafelbilder für St. Bernhard Spitzingsee
- 1945: Altar-Tafel für die Privat-Klinik Dr. Haas, München.
- 1945: Flügelaltar für die 2. Frauenklinik München
- 1947: Großes Altarbild für Malmö: Gnadenstuhl und Jüngstes Gericht (vollendet 1949; heute im Priesterhaus St. Erik in Stockholm)
- 1948: Kreuzweg für die 2. Frauenklinik in München.
- 1949: Großes Mosaik für St. Peter und Paul/Cincinnati (USA)
- 1950: Großer Flügelaltar für die Christkönig-Schwestern im Dominikuskloster in Berlin-Altlankwitz: die Anbetung des Apokalyptischen Lammes
- 1953: Beginn der Arbeiten in der Kapuzinerkirche St. Joseph in München: Hochaltar, 14 Wandbilder aus dem Leben des hl. Josef, 5 Gemälde im Orgelprospekt (Heime Offenbarung)

- 1958: 14 Kreuzweg-Tafelbilder für St. Andreas in München
- 1960: Großer Kreuzweg für St. Peter und Paul Feldmoching/München
- 1962: Altarmosaik der Katholischen Kirche in Waldhausen
- 1963: 16 Kreuzwegtafeln für St. Franziskus in Neufahrn/Freising.
- 1964: Großer Kreuzweg und 4 Orgelfenster für St. Maximilian in München
- 1968: 14 Kreuzweg-Mosaiken für St. Joseph Pekin/Illinois
- 1972: Malerei auf Goldgrund für die Gedächtnisstätte der verstorbenen Oberin Imelda Kloster Altlankwitz
- 1975: 5 große Tafelbilder mit Szenen aus der Geschichte des Dominikanerordens für Berlin-Altlankwitz
- 1984: 15 Rosenkranzbilder für die Kapelle des St.-Hedwig-Krankenhauses in Berlin-Ost
- 1985: Großes Triptychon „Erntebild“ und „zwei Stilleben“ für das Refektorium der Schwestern vom Blauen Kreuz, München
- 1986: 4. Fassung „Ostermorgen“ für das Diözesanmuseum Freising

### Glasfenster
- 1934: Zahlreiche Glasfenster für Architekt Albert Boßlet in der Pfalz
- 1936: 3 große Glasfenster für St. Kamillus in Berlin. (Im Krieg zerstört)
- 1939: Mitarbeiter an 4 großen Fenstern für die Kathedrale unserer lieben Frau Luxemburg (mit Josef Oberberger)
- 1945: Glasfenster für St. Maria Thalkirchen
- 1945: Glasfenster für die Medizinische Klinik, München.
- 1948: 3 Chorfenster und mehrere Rundfenster für die alte Marienkirche Bochum
- 1950: Glasfenster in Maria Sondheim/Arnstein: Krönung Mariens, 12 Apostel und 8 Anrufungen aus der lauretanischen Litanei
- Seit 1949 Arbeiten an den 14 Fenstern für Zweibrücken-Ixheim: Sakramente; 2 große 4-lichtige Fenster für St. Lukas in Atlanta, Georgia: Sonnengesang des hl. Franziskus, 16 Bilder zum Psalm 148.
- 1952: Beginn der Arbeiten für die Kathedrale Basilica of the Sacred Heart in Newark/N.Y. sowie 14 Kreuzweg-Mosaiken für diese Kirche

- 1954: 10 Glasfenster für Stella-Maris-Hospice Towson MDW
- 1954: 6 Schliffenster für St. Peter and Paul in Cincinnati
- 1954: 12 Fenster für Sacred-Heart-of-Jesus-Church, Hamilton (Ontario)
- 1955: 3 Fenster für die Iglesia des Quiripo in Caracas
- 1956: 2 Fenster für St. Johann in Saarbrücken
- 1956:  7 Fenster für die Katholische Kirche in Zweibrücken-Ixheim
- 1956: 23 Fenster St.-Mary’s-Cathedral in Calgary
- 1957: 1 Fenster für die St. Margaretkirche in Toronto
- 1958: 11 Fenster für St. Anton in Edmonton
- 1959: 14 Schliffenster für die Schutzengelkirche Schaffhausen/Saar
- 1959: 3 große und 24 kleinere Fenster für Our Lady of Prompt Succor, Chalmette (USA)
- 1961: 3 Chorfenster für St. Stefan in Massing
- 1962: 10 Fenster und Mosaik-Kreuzweg für die St. Josefs-Kirche in Edmonton, Kanada
- 1963: 22 Fenster für St.-Pius-X.-College in Bombay/Indien
- 1964: 45 Fenster für St. Joseph’s Central House in Emmitsburg
- 1966: 6 Glasfenster für St. Joseph in Edmonton, Kanada
- 1966: 18 Fenster für St. Peter und Paul Greek Orthodox Church, Chicago Island/Illinois.
- 1967 16 Fenster für Blessed-Sacrament-Church, Toronto/Ontario
- 1967: 15 Fenster für St. Bernhardin in Suitland (Maryland)
- 1968: 19 Fenster für Blesses-Sacrament-Church Toronto/Ontario
- 1969: 6 Fenster für St. Joseph in Edmonton/Alberta, Tafelbild Akelei
- 1970: 8 Fenster für St. Joseph in Edmonton/Alberta
- 1972: 9 Fenster für evangelische Matthäuskirche in Stony Plain/Alberta
- 1973: 6 Fenster und Auferstehungs-Mosaik für St. Basil Edmonton/Alberta
- 1973: 8 Fenster für evangelischen Markuskirche in Salem (Oregon)
- 1976: 4 Erzengel-Fenster für Cardinal Boyle Residence for Priests Hyathwille/Maryland
- 1982: Glasfenster „Anbetung des Lammes“ (Symbolfenster) und „St. Thomas“ für Bergkirchen i. W.